# Anyphaenoides coddingtoni
Espèce
Anyphaenoides coddingtoni est une espèce d'araignées aranéomorphes de la famille des Anyphaenidae.

## Distribution
Cette espèce se rencontre en Bolivie et au Brésil.

## Publication originale
- Brescovit, 1998 : New species, synonymies and records of the Neotropical spider genus Anyphaenoides Berland (Araneae, Anyphaenidae, Anyphaeninae). Studies on Neotropical Fauna and Environment, vol. 33, no 2, p. 149-156.